# Pigment

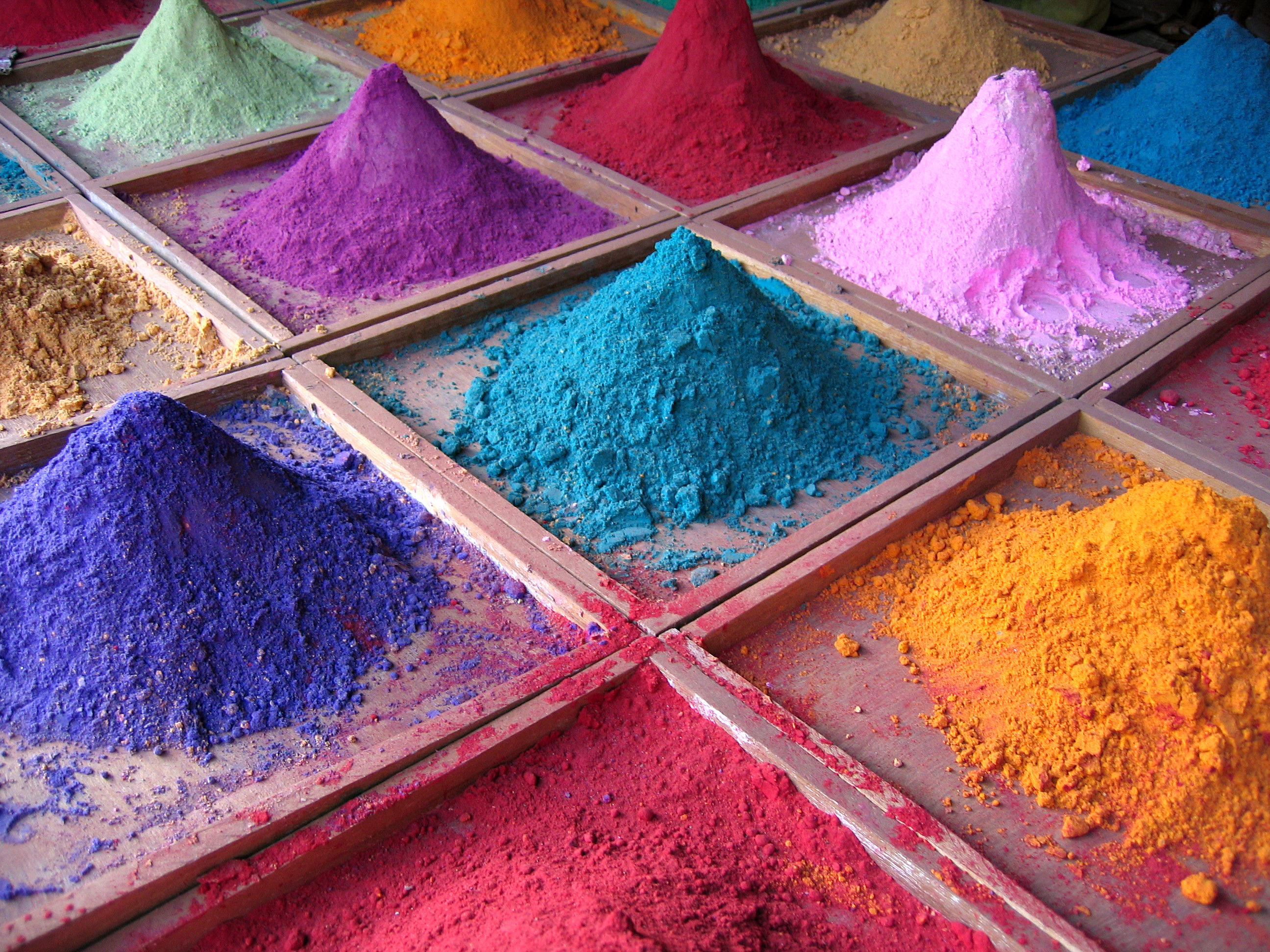
Pigmenty na tržišti v Goa, Indie

Pigment je obecně barvivo, tedy barevná látka. V některých oborech se tento význam dále konkretizuje, například:
- V biologii: Chemická látka organického původu, jejíž přítomnost v buňce způsobuje změnu zbarvení založenou na selektivní absorpci světla. Jak v rostlinné, tak živočišné říši může pigment významným způsobem ovlivňovat život jeho nositele. Příkladem pigmentů v těle rostlin a živočichů mohou být chlorofyl, hemoglobin, melanin nebo karotenoidy.
- Ve výtvarném umění: Anorganická látka, většinou na bázi oxidů kovů, používaná pro potřeby výtvarného umění, zejména malířství. Tradičními pigmenty jsou například okr (z jílu), indigo (z indigovníku) či purpur (z měkkýše). Existuje přibližně 16 skupin anorganických pigmentů, odvíjejících se od prvku, který má pro charakter pigmentu dominantní roli (namátkou: pigmenty z uhlíku, arsenu, titanu, kadmia, kobaltu, chromu, mědi…).[1]
- V antropologii: Označení pro typ (a barvu) pokožky.

## Dělení barviv
Barviva jsou významnou skupinou senzoricky aktivních látek potravin. Zpravidla se dělí do tří skupin:
1. přírodní barviva
2. syntetická barviva identická s přírodními
3. syntetická barviva

## Využití
Pigmenty se využívají k výrobě zvýrazňovačů, dětských barev, psacích potřeb a malířských barev, k probarvování plastů, využívají se v nátěrových hmotách pro kovy, dřevo a další materiály. Pigmenty jsou také využívány v textilním průmyslu. Nejčastěji se pigmenty přimíchávají do formulace nátěrové hmoty nebo se pigment aplikuje v podobě tzv. pigmentové preparace. Pigmentová preparace je kapalina nasycená samotným pigmentem ve vysoké koncentraci, nejčastěji v podobě pasty.